# ۷۹۶ (خورشیدی)
۷۹۶ هفتصد و نود و ششمین سال هجری خورشیدی است.